# La Dame de Lieudit
Pour plus de détails, voir Fiche technique et Distribution.
La Dame de Lieudit est un téléfilm français réalisé par Philippe Monnier, diffusé en 1993.

## Synopsis
un politicien organise une fête pour une femme de 110 ans pour crée la popularité par des vieux électeurs.

## Fiche technique
- Réalisateur : Philippe Monnier
- Scénario : Jean Capin, d'après son roman
- Musique : Serge Franklin
- Durée : 83 minutes.
- Dates de diffusion : le 29 septembre 1993 sur France 2.

## Distribution
- Edwige Feuillère : Mme Zihler
- Annick Alane : Marguerite
- Bernard Alane : Demos
- Bernard Freyd : Passat
- Philippe Laudenbach : le préfet
- Gérard Darrieu : Ricco
- André Penvern : le maire
- Raymond Gérôme : le pape
- Renée Faure : Eulalie Carlus
- Guy Tréjan : le président
- Anik Danis : une cliente